# Via Podiensis

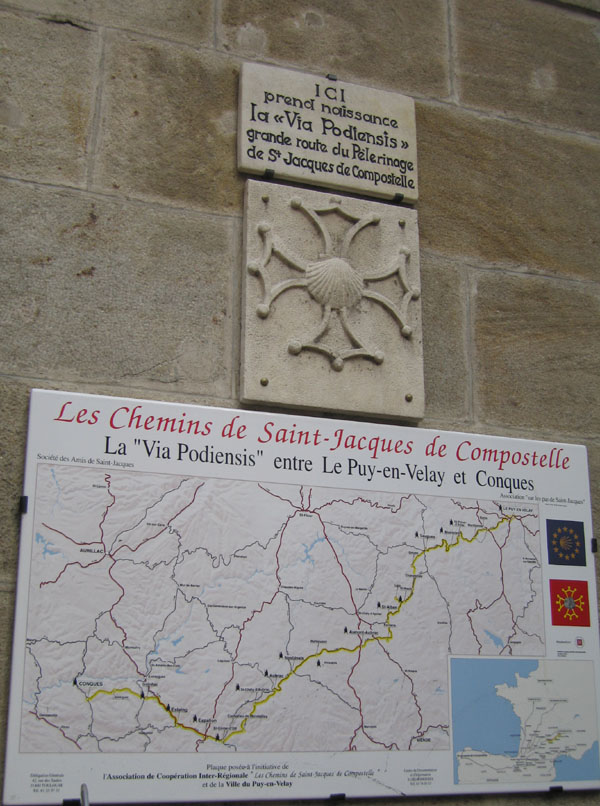
Inici de la Via Podiensis

Camí de Santiago a França

La via Podiensis o camí de Le Puy és una de les rutes del camí de Sant Jaume. Comença a França, de Lo Puèi de Velai fins a Roncesvalls (passant per Caors, Espalion i Donibane Garazi), i d'allà continua fins a Sant Jaume de Compostel·la. De l'altre costat, des de Puy-en-Velay, hi ha una altra branca del camí de Sant Jaume que l'uneix fins a Ginebra i que es diu via Gebennensis. La suma de les vies Podiensis i Gebennensis formen un sender de gran recorregut, el GR 65.